# Émile André
Pour les articles homonymes, voir André.
Émile André, né le 22 août 1871 à Nancy et mort le 10 mars 1933 dans cette même ville, est un architecte et artisan français. 

## Biographie
Fils de Charles André, il part étudier l'architecture à l'École des beaux-arts de Paris en 1893, sous la direction de Jean Laloux.
De 1894 à 1900, il voyage en Tunisie, en Sicile, en Égypte, en Italie, en Perse (il participe à la mission archéologique de Morgan et à Ceylan et il réalise de nombreux carnets de voyages incluant croquis, aquarelles et photographies. Il s'installe à Nancy en 1902.
Il a d'abord travaillé dans l'atelier de son père, puis avec Eugène Vallin avec qui il a développé les principes de l'Art nouveau. Il a été sociétaire de la Société des sciences de Nancy et membre du Comité directeur de l'Alliance.
Professeur en arts appliqués et en architecture et membre du comité directeur de l’École de Nancy, il participe au nouvel urbanisme de la ville dès 1901. Il est considéré comme l'un des principaux architectes de la ville : on lui doit plus d’une douzaine de bâtiments à Nancy. Il a également réalisé des meubles.
Ses fils Jacques et Michel André lui succéderont.

## Quelques réalisations
- 1902 : pharmacie Rostfelder, 12 rue de la Visitation à Nancy
- 1902-1904 : Villa Les Glycines, ainsi que les grilles du Parc de Saurupt (vers 1901-1909)
- 1903 : Maisons jumelées Huot, 92-92 bis quai Claude-le-Lorrain à Nancy.
- Immeubles Lombard & France-Lanord (1902-1904)
- 1910 : Banque Charles Renauld en collaboration avec Paul Charbonnier
- 1912 : Maison Noblot, 2 rue Albin-Haller à Nancy
- Reconstruction de Limey et de Flirey, reconstruit après la Première Guerre mondiale en respectant leur aspect typique de village-rue.
- Immeuble du 48 place Duroc à Pont-à-Mousson, abritant une salle de bal au rez-de-chaussée et un cinéma à l'étage (1924)
- liste des réalisations[4].

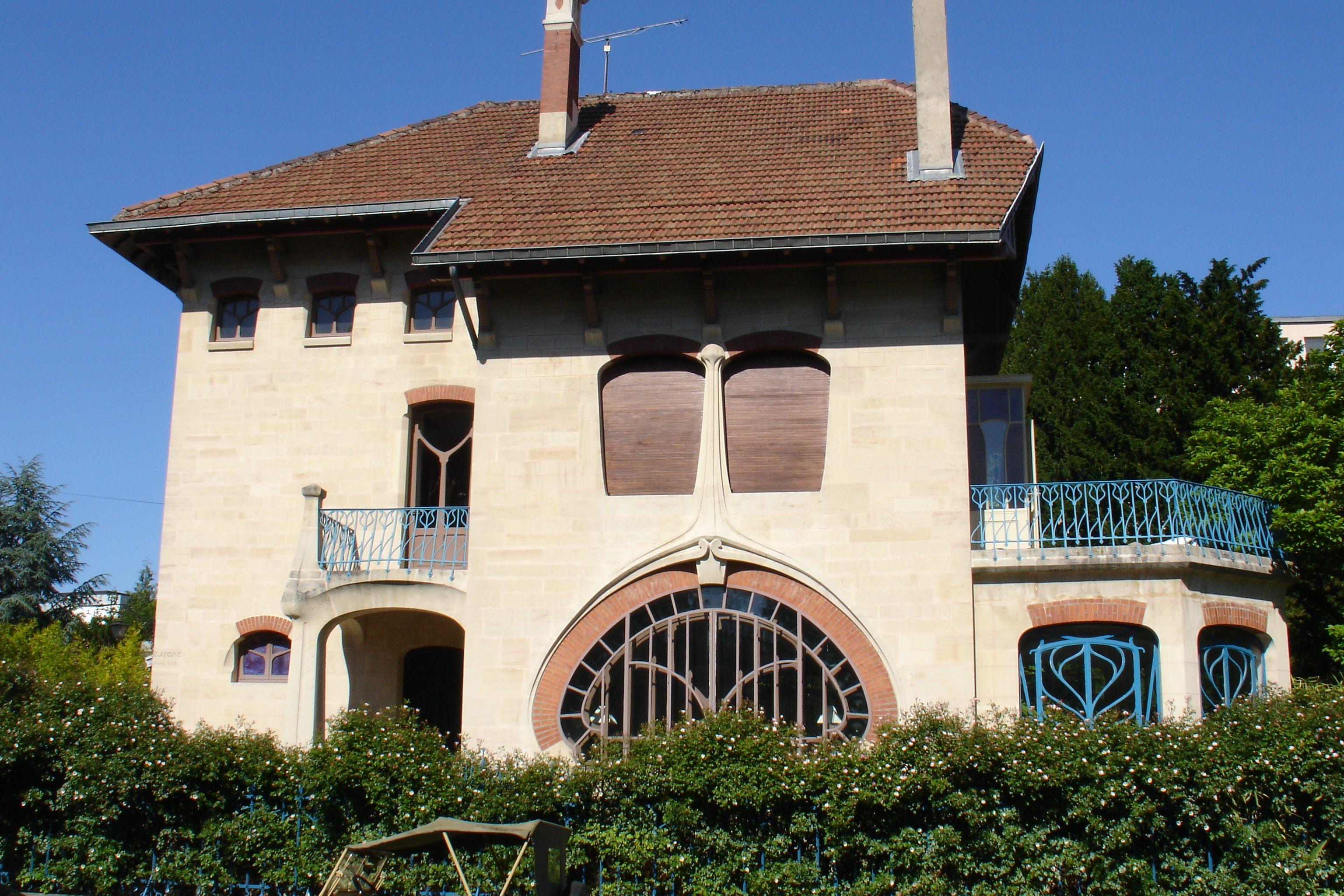
Villa Les Glycines (1902-1904), 5 rue des Brice, parc de Saurupt à Nancy
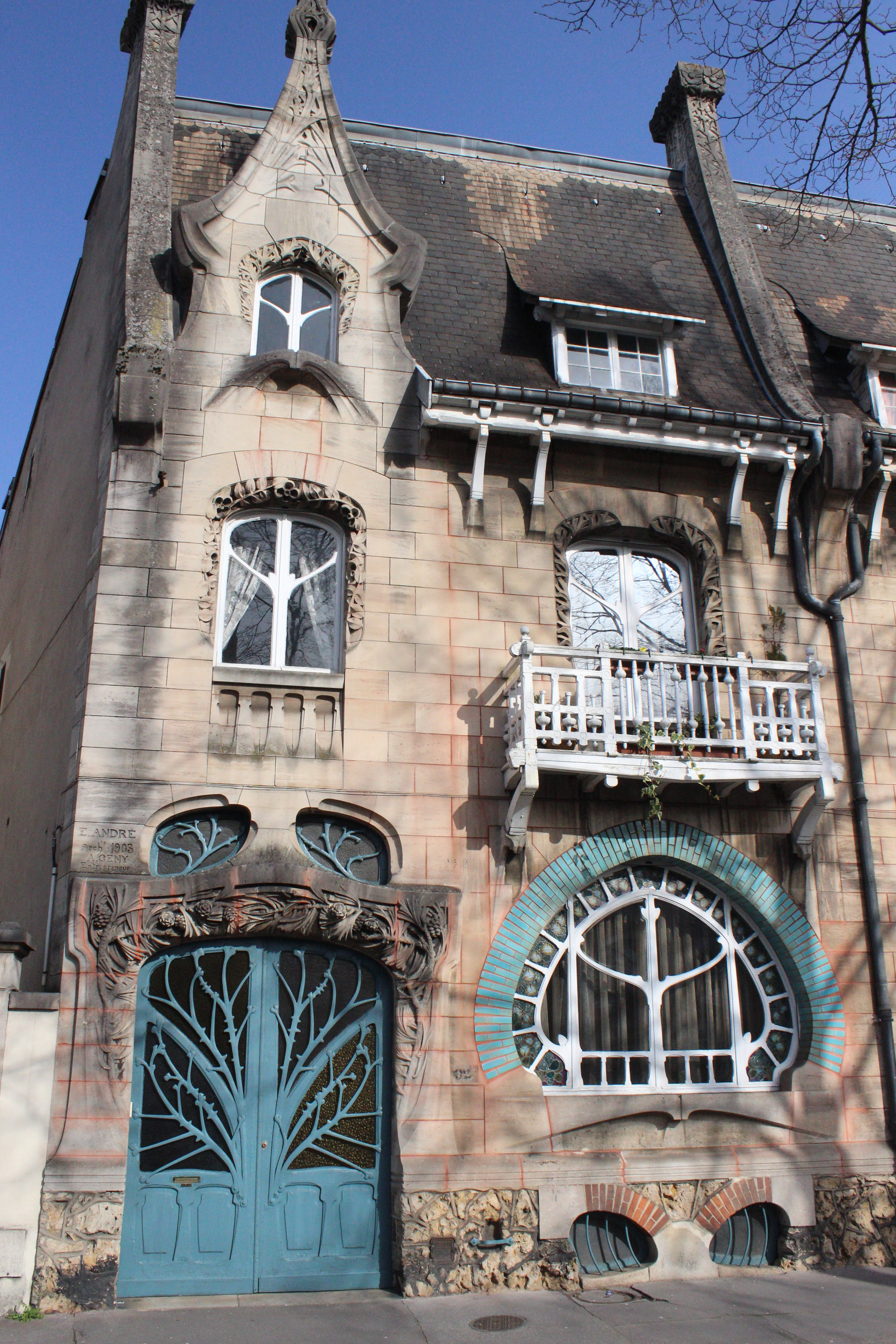
Quai Claude-le-Lorrain 92, Nancy, France. Maison Art nouveau (1903)
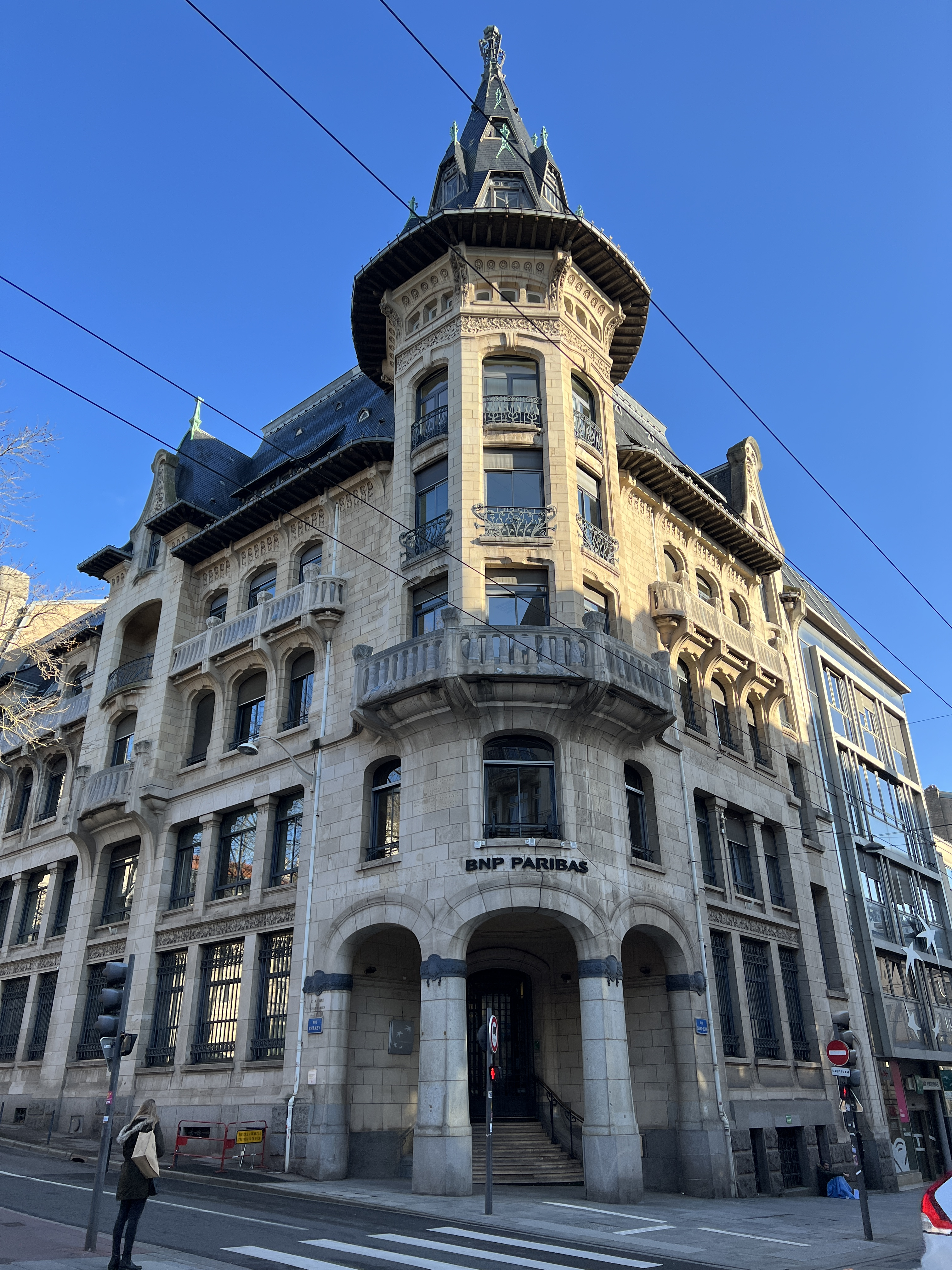
Banque Charles Renauld, Nancy.

## Projet
L'École de Nancy espérait être représentée à la Première exposition internationale d'art décoratif moderne à Turin en 1902, mais le projet n'aboutit pas. Il en reste sous forme d'aquarelle le projet d'un portail d'entrée, dû à Émile André, conservé au Musée de l'École de Nancy.

### Ouvrage
- Emile André : Art nouveau et modernités, 2011, éditions Honoré Clair, Hervé Doucet (auteur), Emmanuel Bénard (Photographies), François Loyer (Préface), 315 pages

### Travaux universitaires
- Hervé Doucet sous la direction de Pascal Ory, Emile André, artiste et architecte, mémoire de DEA en histoire culturelle des sociétés contemporaines, université de Versailles-Saint-Quentin-en-Yvelines, 1998
- Sophie Loubens sous la direction de Pascal Ory, La commande programmation d'Emile André, architecte nancéien (1871-1933), mémoire de DEA en histoire culturelle des sociétés contemporaines, université de Versailles-Saint-Quentin-en-Yvelines, 1998.
- Francis Roussel, Nancy, architecture Art nouveau,en 3 volumes, Images du Patrimoine, Éditions Serpenoise, 1992

### Expositions récentes
- Émile André, architecte et artiste-décorateur de l’École de Nancy, Musée de l'École de Nancy, Nancy, 2003
- Émile André, voyages en Orient, Musée des beaux-arts de Nancy, Nancy, de novembre 2003 à janvier 2004.